# Шарлотта (королева Кипра)
Шарлотта Кипрская (фр. Charlotte de Chypre; 28 июня 1444, Никосия — 16 июля 1487, Рим) — королева Иерусалима, Кипра и Киликийской Армении (из трёх королевств, входивших в её титул, реально правила только Кипром) в 1458—1460 годах, дочь и наследница короля Кипра Иоанна (Жана) III и Елены Палеологини, одна из последних представительниц происходящей из Пуату (Франция) династии де Лузиньянов, правившей после Крестовых походов на Кипре и в других христианских государствах Ближнего Востока.

## Биография
В 1460 году власть от неё перешла к сводному, рождённому вне брака, брату Жаку II. В 1460 году Жак оспорил её право на трон, осаждая королеву Шарлотту и её мужа в замке Кирения на протяжении трёх последующих лет. После того как в 1463 году Шарлотта с мужем бежали в Рим и поселились в Палаццо дей Конвертенди в Трастевере под покровительством Папы Пия II, Жак был коронован. После смерти Жака и его наследника королевой Кипра стала его жена, венецианка Катерина Корнаро, в связи с чем Шарлотта продала в 1485 году права на королевство своему двоюродному племяннику Карлу I Савойскому.

## Семья
Была замужем дважды.
С 1456 года — за инфантом Иоанном Португальским, графом Коимбры (1433 — 1457; отравлен, как полагали, по приказу тёщи);
второй раз — с 4 октября 1459 года за Людовиком Савойским (5 июня 1436 — август 1482), который был её соправителем. Эта свадьба была инициирована генуэзцами, обещавшими Шарлотте свою поддержку в борьбе за корону с её сводным братом Жаком (Яковом). В июле 1464 года у них родился сын, который умер через месяц после рождения.
Сестра Шарлотты Клеофа умерла молодой.